# Contouring

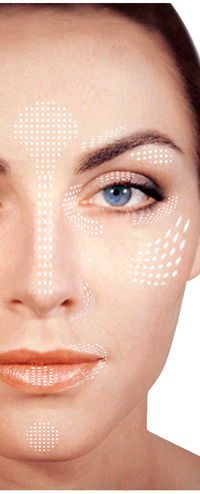
Områden som är vanliga för contouring.

Contouring är en teknik inom sminkning som går ut på att förstora och framhäva eller förminska och dölja vissa delar av ansiktet.
Contouring finns i både puder- och krämform; båda blandas på ansiktet. Det kallas "blending" inom sminkvärlden vilket går ut på att föra borsten eller svampen fram och tillbaka över pudret för att ta bort de markanta kanterna som man annars får.
Contouring finns i flera färger, vanligen brunt men exempelvis också vit som kallas highlighter.